# Arne Tiselius
Arne Wilhelm Kaurin Tiselius (10 août 1902 à Stockholm - 29 octobre 1971 à Uppsala, Suède) est un biochimiste suédois, lauréat d'un prix Nobel de chimie en 1948.

## Biographie
À la mort de son père, sa famille quitte Stockholm pour Göteborg, où il fait ses études. Il se spécialise ensuite dans la chimie à l'université d'Uppsala. Il devient assistant de recherche au laboratoire de Theodor Svedberg en 1925 et soutient une thèse en 1930 sur la séparation des protéines. D'abord professeur assistant en chimie physique, il devient professeur en biochimie à l'université d'Uppsala de 1938 à 1968.
Ses recherches portent sur la purification des protéines par centrifugation et le mèneront à un dispositif d'électrophorèse qui porte son nom et qui permet de séparer des molécules en les plaçant dans un champ électrique à partir de leurs différentes vitesses de mouvement. Il parvient ainsi à isoler les principales protéines du sang.
Theodor Svedberg a compris que les colloïdes pourraient être séparés non seulement par l'ultracentrifugation, mais aussi par une migration à travers des champs électriques dans un processus appelé « électrophorèse ». Tiselius contribue au développement de l'ultracentrifugation mais son intérêt principal est électrophorèse. Svedberg encourage ces études, mais lui-même continue à se concentrer sur l'ultracentrifugation, laissant à Tiselius la liberté de développer ses techniques d'électrophorèse.
Après avoir reçu son diplôme de docteur en sciences, en raison d'un manque de chaires universitaires en Suède, Tiselius ne peut continuer son travail dans le domaine naissant de la biochimie. Un poste en chimie inorganique étant vacant à l'université d'Uppsala, il ajuste ses intérêts de recherche afin de devenir un candidat plus favorable au poste. Cela l'amène à travailler avec des cristaux de zéolithe. Ces minéraux forment des structures très régulières qui peuvent être utilisés en tant que tamis moléculaires. Ces études incitent Tiselius à se rendre à l'université de Princeton aux États-Unis pour travailler avec H. S. Taylor sur les phénomènes d'adsorption. Il reçoit alors une bourse de la fondation Rockefeller pour ses études pendant la période de septembre 1934 à août 1935. C'est à Princeton que Tiselius est encouragé, par de nombreux scientifiques qui connaissent son travail, à poursuivre ses recherches sur l'électrophorèse.
Tiselius reçoit en 1948 le prix Nobel de chimie « pour ses recherches sur l'électrophorèse et l'analyse par adsorption, particulièrement pour ses découvertes à propos de la nature complexe des protéines du sérum ».
Après la Seconde Guerre mondiale, Arne Tiselius s'implique de manière importante dans l'élaboration d'une politique scientifique de la Suède. Il est également vice-président de la Fondation Nobel en 1947 et président à partir de 1960.
Il meurt d'un infarctus le 29 octobre 1971 à Uppsala. Le cratère lunaire Tiselius (en) a été nommé en son honneur. Son épouse est décédée en 1986 à 80 ans.